# May Calamawy
May El Calamawy (Bahrein, 28 ottobre 1986) è un'attrice egiziana nota per il ruolo di Layla El-Faouly nella miniserie Moon Knight del Marvel Cinematic Universe.

## Biografia
È figlia di un banchiere egiziano e di una donna palestinese di origini giordane. Nel corso della sua infanzia, ha vissuto tra Doha, in Qatar, il Medio Oriente e Houston, in Texas. È bilingue, infatti parla fluentemente l'inglese e l'arabo.
Ha incominciato ad appassionarsi alla recitazione dopo aver visto il film La morte ti fa bella di Robert Zemeckis.
Dopo aver concluso le scuole superiori in Bahrein, all'età di diciassette anni, si trasferisce a Boston, in Massachusetts, per studiare disegno industriale. Ha vissuto a Dubai per cinque anni, prima di ritornare negli Stati Uniti per intraprendere la carriera di attrice.
Ha frequentato l'Emerson College di Boston, dove si è laureata in studi teatrali. Inoltre, ha anche studiato presso il William Esper Studio di New York.

## Carriera
May Calamawy ha iniziato la sua carriera di attrice, recitando in alcuni cortometraggi utilizzando il suo nome completo, May El Calamawy. Dopo aver frequentato il college, ha partecipato al New York Arab American Comedy Festival.
Nel 2013, ha recitato nel film Djinn, di Tobe Hooper, il primo film horror ad essere prodotto nel Emirati Arabi Uniti.
Nel 2017, partecipa alla miniserie di National Geographic The Long Road Home e in piccoli ruoli in The Brave e Madam Secretary. Nel 2018, fa un'apparizione nella serie televisiva FBI.
Nell'ottobre del 2018, viene annunciato che avrebbe avuto un ruolo nella serie commedia-drammatica Ramy di Hulu, interpretando Dena Hassan.
Nel gennaio del 2021, viene annunciato che sarebbe apparsa nella miniserie di Disney+ Moon Knight, trasmessa a partire dal 30 marzo 2022, nella quale interpreta Layla El-Faouly, il primo personaggio arabo nel Marvel Cinematic Universe.

## Vita privata
Dall’età di 22 anni soffre di alopecia areata, la quale è stata incorporata nella trama del suo personaggio Dena Hassan nella serie Ramy.

## Filmografia

### Attrice

#### Cinema
- Thursday, regia di Thadd Williams (2006)
- Djinn, regia di Tobe Hooper (2013)
- Insieme per davvero (Together Together), regia di Nikole Beckwith (2021)
- Il gladiatore II (Gladiator II), regia di Ridley Scott (2024)

#### Televisione
- Checking In - serie TV, episodio 1x01 (2011)
- Madam Secretary – serie TV, episodio 4x02 (2017)
- The Brave – serie TV, 1x07 (2017)
- The Long Road Home – miniserie TV, 7 episodi (2017)
- BKPI - serie TV, episodio 1x02 (2017)
- FBI – serie TV, episodio 1x02 (2018)
- Ramy – serie TV, 25 episodi (2019-2022)
- Moon Knight – miniserie TV, 6 episodi (2022)

#### Cortometraggi
- Temperance, regia di Hassiba Freiha (2007)
- Santa Claus in Baghdad, regia di Raouf Zaki (2008)
- Hassad Al Möta, regia di Isa Swain (2011)
- Paradise Falls, regia di Nizar Sfair (2011)
- A Genie Called Gin, regia di Jac Mulder (2012)
- Moi aussi je t'aime, regia di Stephanie Bou Jawad (2013)
- Passerby, regia di Shao Min Chew Chia (2017)
- The Bad, regia di Leyla Perez (2019)
- Saeed, regia di Joan Stein Schimke (2019)
- 1 Out of 30, regia di Vishnu Vallabhaneni (2019)
- Meet Cute, regia di Brian McGreevy (2021)

### Doppiatrice

#### Televisione
- Moon Girl e Devil Dinosaur (Moon Girl and Devil Dinosaur) - serie TV, 2 episodi (2023-2024)

#### Videogiochi
- NBA 2K21 (2020)

## Doppiatrici italiane
Nelle versioni in italiano dei suoi lavori, May Calamawy è stata doppiata da:
- Valentina De Marchi in Insieme per davvero
- Eva Padoan in Moon Knight
- Gemma Donati in Ramy
- Claudia E. Scarpa in The Brave